# Consell Tribal Ktunaxa Kinbasket
El Consell Tribal Ktunaxa Kinbasket, antigament Consell d'Àrea Índia Kootenay i també conegut com a Consell de la Nació Ktunaxa, és un consell tribal de govern de Primeres Nacions compost de bandes a l'àrea del Consell Regional d'East Kootenay a la província canadenca de la Colúmbia Britànica i parts adjuntes dels estats de Montana i Idaho.

## Bandes membres
- Primera Nació Columbia Lake, Windermere
- Primera Nació Lower Kootenay, Creston
- Banda Índia Shuswap, Invermere – també membre del Consell Tribal de la Nació Shuswap
- Primera Nació St. Mary's, Cranbrook
- Primera Nació Tobacco Plains, Grasmere
- Tribu Kootenai d'Idaho, Bonners Ferry ID – també membre de les Tribus Confederades Salish i Kootenai de la Nació Flathead
- Banda Ksanka, Elmo MT - també membre de les Tribus Confederades Salish i Kootenai de la Nació Flathead